# Коротаиха
Коротаиха — река в Ненецком автономном округе России. Длина реки — 199 км. Площадь водосборного бассейна — 12 700 км².
Река образуется слиянием рек Сядей-Ю и Тар-Ю, берущих начало на северо-восточной окраине гряды Чернышёва. Река течёт по тундре, делая большие петли. Впадает в Хайпудырскую губу Баренцева моря. Питание снеговое и дождевое. В бассейне Коротаихи множество озёр; крупнейшее — Лапта-Хасырей (площадь — 2,6 км²).
Основные притоки: Падимей-Ты-Вис, Сава-Ю, Лабогей-Ю, Сарембой-Яга (лев.); Хэяха, Юр-Яга, Янгарей (прав.).
В 1,5 км от места впадения реки Янгарей в реку Коротаиха находится посёлок Каратайка.
Код водного объекта — 03060000112103000087365.